# Григоренко Михайло Олегович
Миха́йло Оле́гович Григоре́нко (рос. Михаи́л Оле́гович Григоре́нко; 16 травня 1994, м. Хабаровськ, Росія) — російський хокеїст, центральний нападник. Виступає за ЦСКА (Москва) у Континентальній хокейній лізі.
Вихованець хокейної школи ЦСКА (Москва). Виступав за «Червона Армія» (Москва), «Квебек Ремпартс» (QMJHL), «Баффало Сейбрс», «Рочестер Американс» (АХЛ), «Колорадо Аваланч», «Колумбус Блю-Джекетс».
У чемпіонатах НХЛ — 249 матчів (26+50), у турнірах Кубка Стенлі — 0 матчів (0+0).
У складі молодіжної збірної Росії учасник чемпіонатів світу 2012, 2013 і 2014. У складі юніорської збірної Росії учасник чемпіонату світу 2011.
Досягнення
- Срібний призер молодіжного чемпіонату світу (2012), бронзовий призер (2013, 2014)
- Бронзовий призер юніорського чемпіонату світу (2011)

## Нагороди
- «Кубок RDS» — найкращому новачку року QMJHL (2012)
- Трофей Майка Боссі (2012)
- Трофей Мішеля Бержерона (2012)